# Guleskjeri
Guleskjeri est une île norvégienne du comté de Hordaland appartenant administrativement à Askøy.

## Description
Il s'agit de deux rochers désertiques qui s'étendent sur environ 130 m de longueur pour une largeur approximative de 31 m. 